# 폭소 삼총사
폭소 삼총사(Brain Donors)는 미국에서 제작된 데니스 듀간 감독의 1992년 코미디 영화이다. 존 터투로 등이 주연으로 출연하였다.

## 출연

### 주연
- 존 터투로
- 밥 넬슨
- 멜 스미스

### 조연
- 조지 드 라 페나
- 존 사비던트
- 낸시 마천드

## 제작진
- 원조: 모리 리스킨드
- 원조: 조지 S. 코프만